# 赵德
赵德，号天水先生，生卒年不详，广东海阳人（今潮安人），唐代宗大历十三年（778年）擢进士。唐元和十四年（819年）韩愈贬为潮州刺史，“请（其）摄海阳县尉，为衙推官，专勾当州学，以督生徒，兴恺悌之风。”对潮州的教育起到很大的影响。被推崇为唐宋潮州八贤之首。